# Martin Rasner
Martin Rasner (Oberpullendorf, 18 maggio 1995) è un calciatore austriaco, centrocampista del Ried.

## Carriera

### Club
Ha giocato nella prima divisione austriaca.

### Nazionale
Ha giocato nelle nazionali giovanili austriache Under-19, Under-20 ed Under-21; con l'Under-20 nel 2015 ha anche partecipato ai Mondiali di categoria.

## Palmarès

### Club

#### Competizioni nazionali
- 2. Liga: 1

Ried: 2024-2025